# Гармоническая ёмкость
Гармоническая ёмкость — характеристика множества, измеряющая способность предмета данной формы удерживать электрический заряд.

## Определение
Гармоническая ёмкость {\displaystyle C(K)} компактного подмножества {\displaystyle K\subset \mathbb {R} ^{n}} определяется как точная нижняя грань интеграла
{\displaystyle C(K)=\inf _{u}\left\{\,\int \limits _{\mathbb {R} ^{n}}|\nabla u|^{2}\mathrm {d} x\,\right\}}
по всем липшицевским функциям {\displaystyle u\colon \mathbb {R} ^{n}\to \mathbb {R} } таким, что {\displaystyle u(x)=1} для любого {\displaystyle x\in K} и {\displaystyle u(x)\to 0} при {\displaystyle |x|\to \infty }.

### Замечания
- Точная верхняя грань достигается для функции {\displaystyle u(x)}, гармонической в дополнении {\displaystyle \mathbb {R} ^{n}\setminus K}; отсюда название.

## Свойства
- Гармоническая ёмкость монотонна по включению; то есть, если {\displaystyle K\subset K'}, то {\displaystyle C(K)\leqslant C(K')}.